# Deraeocoris betulae
Deraeocoris betulae är en insektsart som beskrevs av Knight 1921. Deraeocoris betulae ingår i släktet Deraeocoris och familjen ängsskinnbaggar. Inga underarter finns listade i Catalogue of Life.